# Морская (Неклиновский район)
Морска́я — станция в Неклиновском районе Ростовской области России.
Входит в состав Приморского сельского поселения.

## География
Станция расположена в юго-западной части Ростовской области, на побережье Таганрогского залива (откуда и название).

## История
Населённый пункт появился при строительстве железной дороги. В селении жили семьи тех, кто обслуживал железнодорожную инфраструктуру.

## Население
| 2010 |
| ---- |
| 508  |

## Улицы
| - пер. Горный, - ул. Ленина, | - ул. Полевая, - ул. Привокзальная. |

## Инфраструктура
- Дом отдыха «Морская»
- СНТ «Локомотив»
- Станция Морская Северо-Кавказской железной дороги

## Транспорт
Развит железнодорожный транспорт.